# Mortadel·lo
|  | Aquest article tracta sobre el personatge de còmic. Si cerqueu la sèrie protagonitzada per aquest personatge, vegeu «Mortadel·lo i Filemó». |

Mortadel·lo és un personatge de ficció creat per Francisco Ibáñez el 1958 per a la seua sèrie Mortadel·lo i Filemó, en la que exerceix de coprotagonista al costat del seu cap Filemó Pi. Com a influència de la postguerra, ambdós noms evoquen a aliments; el nom Mortadel·lo vindria doncs, de mortadel·la. El tret característic de Mortadel·lo és la seua habilitat per a la disfressa, perquè és capaç de transformar-se, per sorpresa de tots, en qualsevol persona, animal o objecte, des d'un elefant fins a una campana, passant per un cactus o per una rajola.

## Aspecte

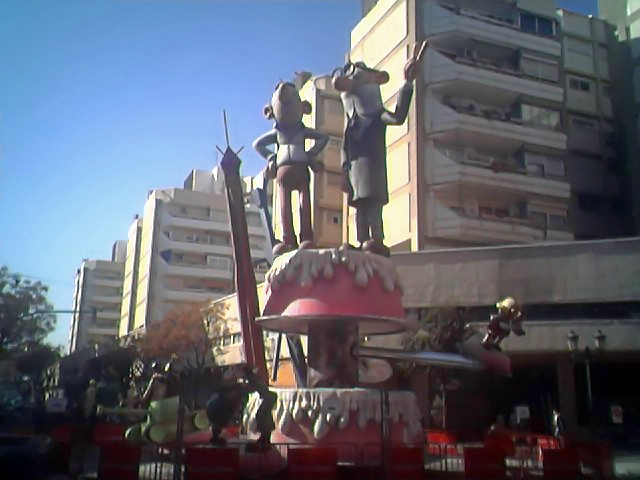
Mortadel·lo i Filemó, fets ninot de Falla.

És alt, calb, prim i amb un gran nas. Porta ulleres i un vestit negre amb levita i camisa blanca, i una mena de corbata també negra.
En els seus orígens, s'inscrivia en una paròdia de les Aventures de Sherlock Holmes, de tal manera que Mortadel·lo portava també bombí i un paraigua negre penjat del braç. El bombí servia a més a Mortadel·lo per guardar les disfresses, un recurs que amb el temps es revelaria innecessari. Una altra característica del Mortadel·lo primerenc (i que només va durar unes quantes historietes) eren uns ulls perpètuament entretancats que li conferien un aspecte despistat.
Aquest primitiu aspecte va anar depurant-se amb el temps, adquirint aviat un aspecte similar a l'actual: Mortadel·lo mantindria la seva levita negra, però desapareixerien el barret i el paraigua. El coll de la camisa sempre és present, es disfresse del que es disfresse.
Tot i que pel que fa a la personalitat del personatge no hi trobem massa semblances, l'aparença física original del personatge podria estar inspirada en la d'una creació de l'artista argentí Guillermo Divito, Fúlmine, probablement a instàncies del que aleshores fóra director de l'Editorial Bruguera, Rafael González, qui en la primera època de la revista animava als autors de la casa a imitar l'estil dels col·laboradors de la revista de Divito, Rico Tipo. Altre personatge de l'editorial que podria estar basat en Fúlmine seria el personatge de Miquel Bernet Doña Urraca.

## Biografia fictícia
Mortadel·lo és originari del poble de Borricón de Arriba, suposadament en la província de Valladolid, ja que en la historieta curta 'Día Fatal' Mortadel·lo diu ser val·lisoletà. Encara que en un altre còmic que també relata els orígens de Mortadel·lo, neix en una ciutat de la qual mai no es dona el nom, de la qual la família es veu obligada a partir donada l'afició per les disfresses de Mortadel·lo amb què causa diferents problemes. En la seua joventut tenia una portentosa cabellera negra (per la qual el cridaven Mortadelo «el Melenudo») fins que va provar un invent del Professor Bacteri contra la caiguda del cabell.
Del famós duet Mortadel·lo i Filemó, és el personatge amb qui major relació amb el sexe oposat se li coneix i encara que no sigui un imant per a les dones, sí que se li coneixen un parell de xicotes i fins i tot una perseguidora (Julita, secretària d'Edicions B, que apareix en el còmic "Pinchazo Telefónico")
És un dels pocs personatges principals dels quals es desconeix el seu cognom.

## Accions recurrents

### En general
- Mortadel·lo és tractat de forma despòtica pels seus superiors, es tracte de Filemó o d'el Súper.
- Mortadel·lo sempre sol ficar la pota i per la seva culpa els seus superiors s'emporten colps.
- Mortadel·lo escapa disfressat, normalment d'animal (insecte, rèptil, au, gat, etc.) quan altres s'enfurismen.
- Quan no hi ha persecució, Mortadel·lo (i Filemó) s'amaguen als llocs més inhòspits i remots del planeta (el Desert de gobi, el del Sàhara, els alts del Golan, les Illes Columbretes, l'illa de Pasqua, l'Antàrtida, etc.) mentre al seu costat, un diari dona compte del disbarat que han provocat, mentre adverteix que el Súper està buscant a la parella per un lloc completament diferent. Variants d'aquest final pot veure's amb Mortadel·lo llegint el diari o escoltant un informe radiofònic.

### Amb Filemó
- Mortadelo ix de polleguera quan Filemó aparenta ser més intel·ligent, seriós i responsable que ell. Encara que gairebé tots els casos són resolts pel mateix Mortadel·lo que demostra tenir major picardia.

### Amb el "Súper"
- Mortadel·lo i Filemó es burlen d'El Súper i l'ignoren quan els explica els detalls d'una missió

### Amb elProfessor Bacteri
- Mortadel·lo sempre està a la gresca amb Bacterio, ja que encara li guarda rancúnia pel seu «remei a la calvície».
- Mortadel·lo i Filemó sempre fugen quan El Súper els vol fer provar un invent del professor Bacteri.
- Mortadel·lo i Filemó sofreixen els desastrosos efectes dels invents del professor.

### Amb laSecretària Ofèlia
- Mortadel·lo es riu d'Ofèlia, que li fa festetes.